# 정시이
정시이(중국어 간체자: 郑希怡, 정체자: 鄭希怡, 병음: Zhèng Xīyí, 한자음: 정희이, 1981년 9월 6일~)는 중화인민공화국의 배우, 가수, 작곡가, 작사가이다.

## 생애
상하이시에서 태어났다.

## 방송
- 우견왕력천
- 무해가격지 남색몽상
- 무해가격지 미녀여운
- 청춘무대
- 소어아와 화무결

## 영화
- 우견왕력천 (2016년)
- 무해가격지 남색몽상 (2012년)
- 나이트 폴 (2012년)
- 무해가격지 미녀여운 (2010년)
- 가유희사 2009 (2009년)
- 성 공작자 2 (2008년)
- 애정만세 (2008년)
- 드러머 (2007년)
- 미녀식신 (2007년)
- 신교육귀 (2004년)
- 중안리자Gun (2004년)
- 혼백오제 (2002년)